# Kalos (Pokémon)
Kalos (Japans: カロス地方 Kalos-chihō) is de regio waarin de Pokémonspellen Pokémon X en Y zich afspelen. De regio is gebaseerd op Frankrijk. Dit is te zien aan verschillende plekken in deze regio, waaronder de hoofdstad Lumiose city, die gebaseerd is op Parijs. In deze regio zijn, net zoals in elke nieuwe generatie Pokémonspellen, verschillende nieuwe Pokémon te vinden die in voorgaande generaties niet voorkwamen. Kalos telt een totaal van 71 nieuwe Pokémon ten opzichte van zijn voorgangers.
Het spel begint in een klein dorpje genaamd Vaniville Town.